# 26858 Misterrogers
26858 Misterrogers este o planetă minoră (asteroid), cu un diametru de 6,333 km, din Mars-crossing asteroid⁠(d). A fost descoperită pe 21 martie 1993 la Observatorul Palomar de Eleanor F. Helin și a fost numită după Fred Rogers. 
Obiectul prezintă o orbită caracterizată de o semiaxă mare de 2,3424546 UAi, o excentricitate de 0,3438, o înclinație de 21,908 ° în raport cu ecliptica.